# Scalesia
A Scalesia a fészkesvirágzatúak (Asterales) rendjébe és az őszirózsafélék (Asteraceae) családjába tartozó nemzetség.

## Tudnivalók
A Scalesia-fajok a Galápagos-szigetek egyik endemikus növénycsoportja. Eme szigetcsoporton a legnagyobb állományok a Santa Cruz-, a San Cristóbal-, a Santiago- és a Floreana-szigeteken találhatók; általában 400-700 méteres tengerszint feletti magasságok között. Ezek a növények tulajdonképpen elfásult, faméretű és bokorszerű őszirózsafélék. Azonban a fájuk puha. A legnagyobb számban élő és a legnagyobb méretű faj, a Scalesia pedunculata; ez elérheti a 15-20 méteres magasságot is. Más fatípusú erdőktől eltérően, a Scalesia-erdőkben egyszerre pusztul el az összes fa. Az erdőt aztán az új csemeték helyettesítik.

## Rendszerezés
A nemzetségbe az alábbi 15 faj tartozik:
- Scalesia affinis Hook.f.
- Scalesia aspera Andersson
- Scalesia atractyloides Arn. - típusfaj
- Scalesia baurii B.L.Rob. & Greenm.
- Scalesia cordata A.Stewart
- Scalesia crockeri J.T.Howell
- Scalesia divisa Andersson
- Scalesia gordilloi O.J.Hamann & Wium-And.
- Scalesia helleri B.L.Rob.
- Scalesia incisa Hook.f.
- Scalesia microcephala B.L.Rob.
- Scalesia pedunculata Hook.f.
- Scalesia retroflexa Hemsl.
- Scalesia stewartii L.Riley
- Scalesia villosa Stewart & J.T.Howell

## Képek

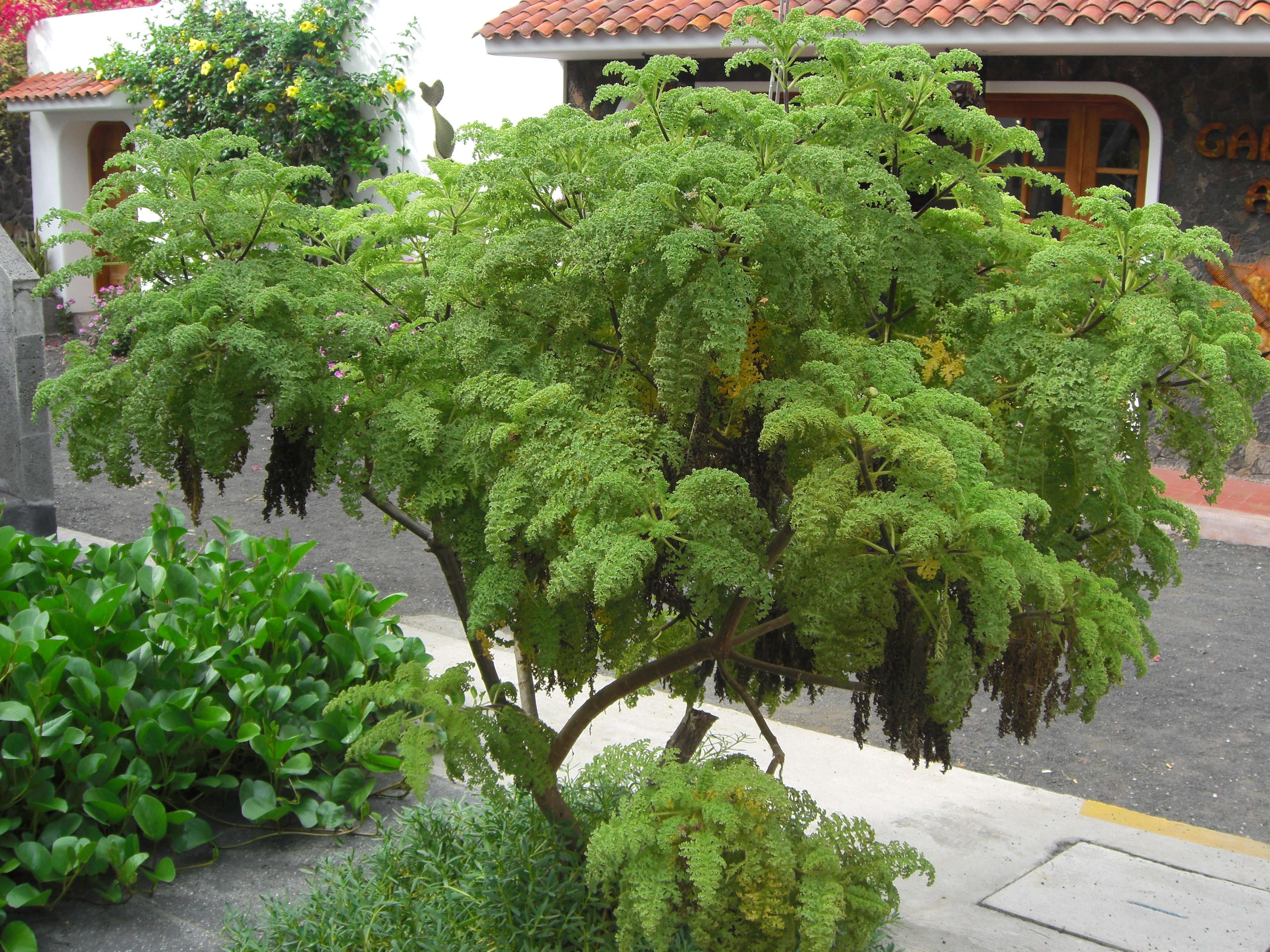
Scalesia helleri
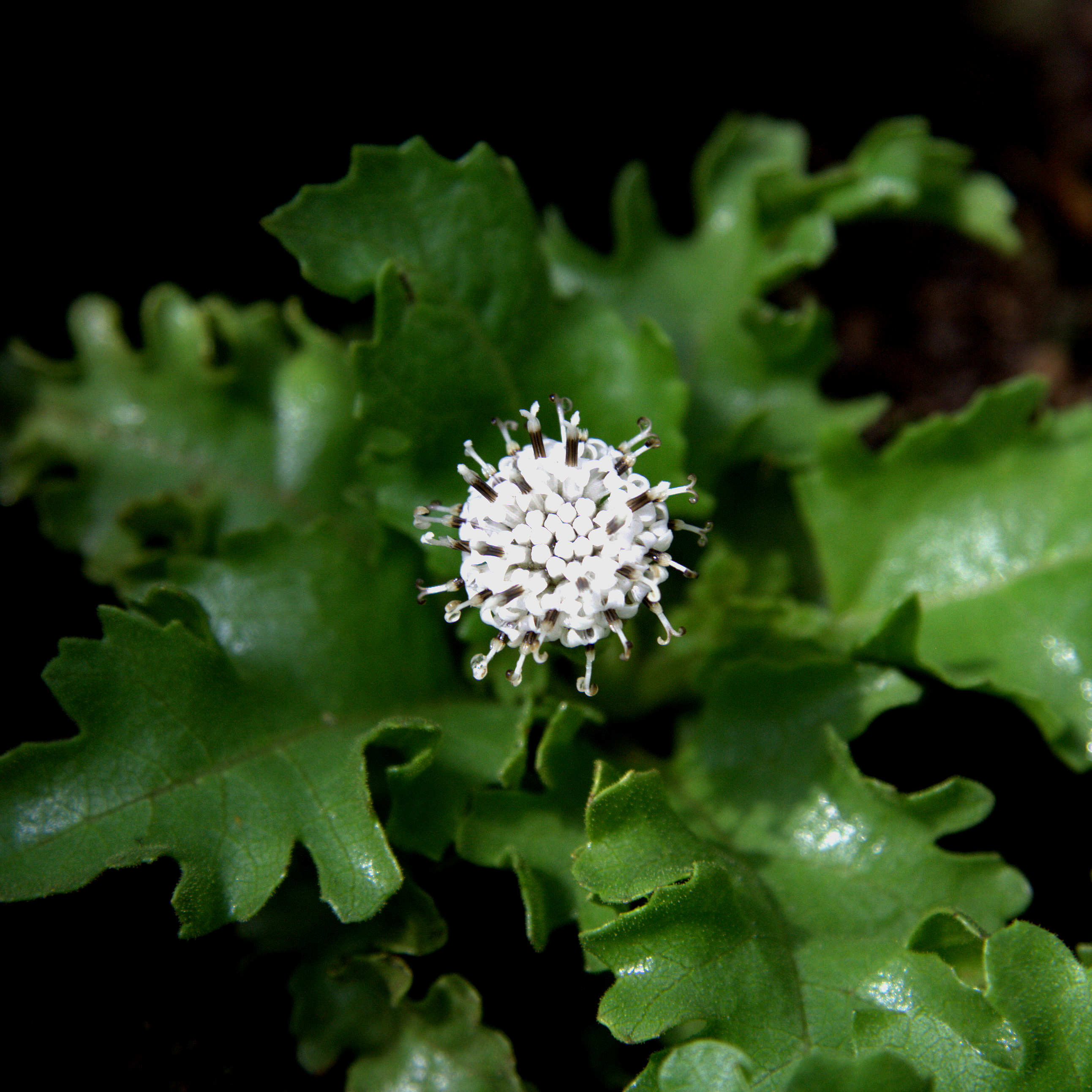
Scalesia incisa

### Fordítás
- Ez a szócikk részben vagy egészben  a   Scalesia című angol Wikipédia-szócikk ezen változatának fordításán alapul.  Az eredeti cikk szerkesztőit annak laptörténete sorolja fel. Ez a jelzés csupán a megfogalmazás eredetét és a szerzői jogokat jelzi, nem szolgál a cikkben szereplő információk forrásmegjelöléseként.